# Lusadzor
Lusadzor (in armeno Լուսաձոր?; precedentemente Khavaradzor e Karanlukhdara) è un comune dell'Armenia di 624 abitanti (2001) della provincia di Tavush.